# Kalifornijska gorączka złota

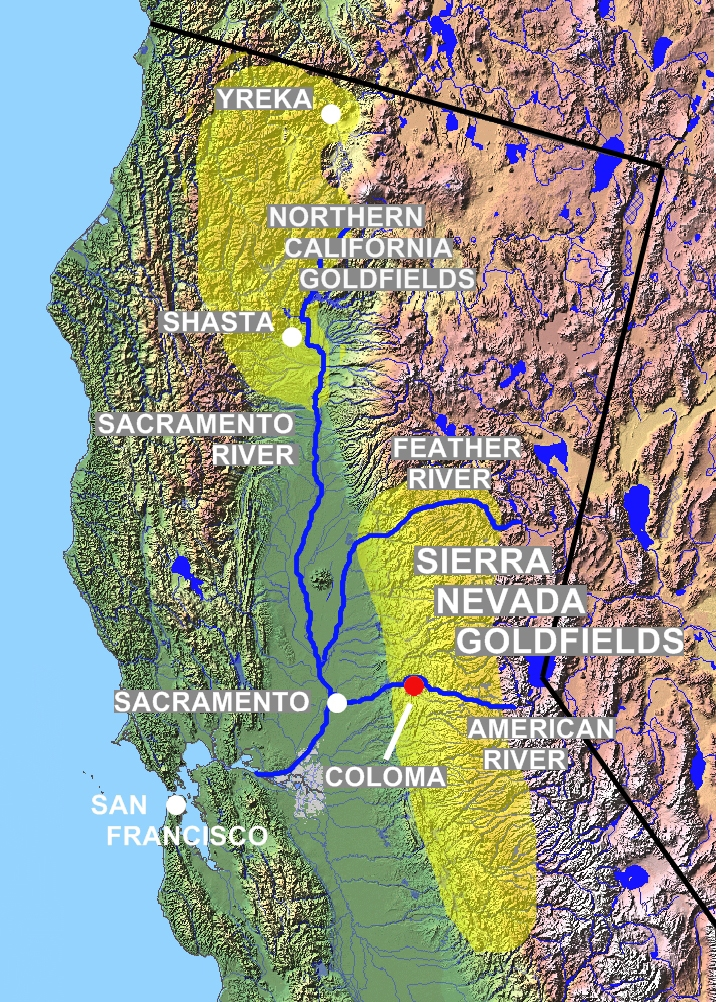
Mapa miejsc gorączki złota

Kalifornijska gorączka złota (ang. California gold rush) – krótkotrwały okres gorączki złota na zachodnim wybrzeżu USA w połowie XIX wieku.

## Historia

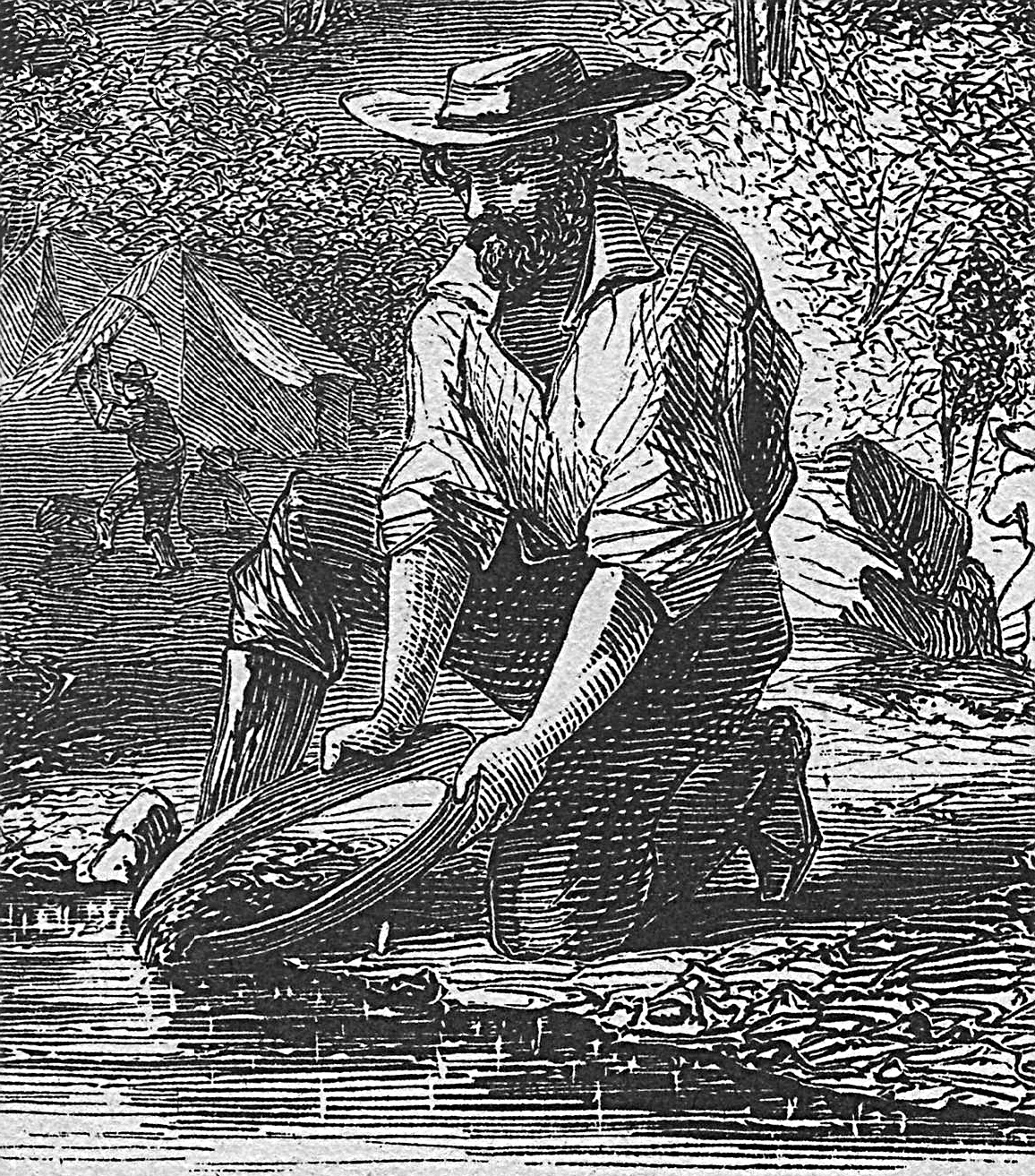
Poszukiwanie złota w rzece Mokelumne

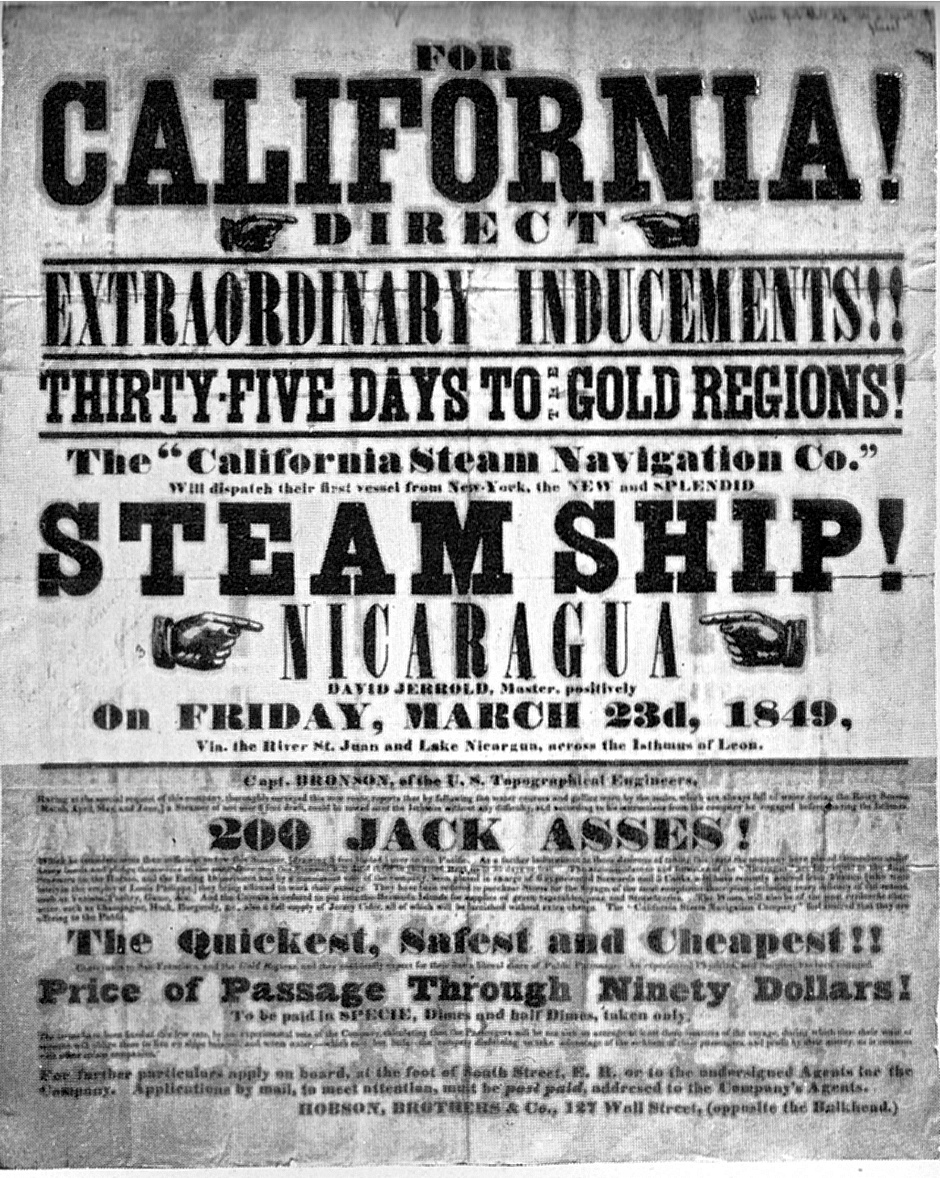
Ulotka reklamowa kalifornijskiej gorączki złota

W latach czterdziestych XIX wieku Kalifornia była odległą prowincją, gdzie mało kto się osiedlał. Szwajcarski imigrant John Sutter próbował zrobić interes na wielkiej farmie bydła w okolicach dzisiejszego San Francisco. Posiadał pogłowie liczące kilkanaście tysięcy sztuk, kupione na kredyt, oraz setki pracowników. W 1847 roku wysłał Johna Marshalla z 20 pracownikami nad rzekę American w okolice dzisiejszej miejscowości Coloma około 50 mil dalej celem zbudowania tartaku. Budowa była prawie skończona, kiedy 24 stycznia 1848 roku Marshall zauważył świecący mały samorodek złota. Pomimo kontynuacji poszukiwań nie natknięto się jednak na dużo więcej. Marshall zabrał próbki do Suttera, gdzie po weryfikacji okazów postanowili zachować odkrycie w tajemnicy. Obawiali się bowiem napływu poszukiwaczy złota i ruiny swoich interesów.
Kiedy wiadomość i tak rozeszła się po okolicy, handlarz z San Francisco nazwiskiem Samuel Brannan postanowił sam zarobić na odkryciu. Zaczął wykrzykiwać po ulicach o odkryciu, pokazując na dowód pył złota w butelce. Gorączka chwyciła, a Brannan zarobił błyskawicznie astronomiczną kwotę 36 tysięcy dolarów. Wykupił on mianowicie wszystkie szpadle i sita w okolicy i sprzedawał je amatorom złota po cenie kilkadziesiąt razy większej.
W grudniu 1848 roku dowód w postaci 220 uncji złota zawieziono do prezydenta Polka, który odkrycie ogłosił Kongresowi. W wyniku tej propagandy dziesiątki tysięcy ludzi zaczęły ściągać do Kalifornii w 1849 roku szlakiem kalifornijskim ze Wschodniego Wybrzeża, a nawet z całego świata (w czym pomogła Wiosna Ludów). Liczba poszukiwaczy mogła wynieść nawet 100 tysięcy w okresie kilkunastu miesięcy.

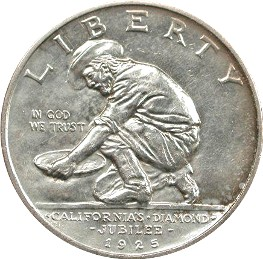
Pamiątkowa półdolarówka wydana w 1925 r.

Ludzie próbowali dostać się do Kalifornii najróżniejszymi sposobami, nawet pchając taczki. Część przebywała drogę dookoła Ameryki Południowej na kliprach lub skracając drogę przez Panamę, pokonując przesmyk pieszo. Największe fortuny na gorączce zrobili jednak spekulanci.